# Frédéric Desmedt
Frédéric Desmedt (Duinkerke, 10 november 1971) is een Belgische voormalige atleet, die gespecialiseerd was in de middellange afstand en het veldlopen. Hij werd driemaal Belgisch kampioen.

## Loopbaan
Desmedt werd in 1996 Belgisch indoorkampioen op de 3000 m en Belgisch kampioen veldlopen korte cross. In 2005 volgde een tweede indoortitel op de 3000 m. Hij nam tweemaal deel aan de wereldkampioenschappen veldlopen korte cross. In 2001 in Oostende en in 2004 in Brussel. Zijn beste prestatie was een 100e plaats. In 2007 stopte hij met atletiek.
Desmedt was aangesloten bij Excelsior Sports Club en stapte eind 1999 over naar Vilvoorde Atletiek Club en vier jaar later naar Cercle Athlétique du Brabant Wallon.

## Belgische kampioenschappen
Outdoor
| Onderdeel             | Jaar |
| --------------------- | ---- |
| veldlopen korte cross | 1996 |

Indoor
| Onderdeel | Jaar       |
| --------- | ---------- |
| 3000 m    | 1996, 2005 |

## Persoonlijke records
Outdoor
| Onderdeel | Prestatie | Datum            | Plaats  |
| --------- | --------- | ---------------- | ------- |
| 1500 m    | 3.41,56   | 20 augustus 2000 | Nijvel  |
| 3000 m    | 8.04,65   | 3 september 2000 | Nancy   |
| 5000 m    | 14.14,81  | 20 juli 2002     | Heusden |

Indoor
| Onderdeel | Prestatie | Datum            | Plaats |
| --------- | --------- | ---------------- | ------ |
| 1500 m    | 3.52,76   | 28 januari 2006  | Gent   |
| 3000 m    | 8.10,83   | 14 februari 1999 | Gent   |

## Palmares

### 1500 m
- 1994:  BK AC - 3.47,33
- 1995:  BK AC - 3.43,41
- 2000:  BK indoor AC - 3.50,1
- 2000:  BK AC - 3.49,14
- 2006:  BK AC - 3.56,62

### 3000 m
- 1996:  BK indoor AC - 8.16,55
- 1999:  BK indoor AC - 8.10,83
- 2001:  BK indoor AC - 8.15,05
- 2004:  BK indoor AC - 8.29,53
- 2005:  BK indoor AC - 8.28,34
- 2006:  BK indoor AC - 8.26,25

### 5000 m
- 2005:  BK AC - 14.49,06

### veldlopen
- 1996:  BK AC korte cross in Monceau
- 1998:  BK AC korte cross in Oostende
- 1999:  BK AC korte cross in Oostende
- 2000:  BK AC korte cross in Oostende
- 2001:  BK AC korte cross in Oostende
- 2001: 100e WK korte cross in Oostende
- 2004: 104e WK korte cross in Brussel

_________________________________________________________________________________________________________